# Miloš Kratochvíl
Miloš Kratochvíl, né le 26 avril 1996 à Karlovy Vary en Tchéquie, est un footballeur tchèque qui évolue au poste de milieu central au FK Jablonec.

## Biographie

### Carrière en club

#### Débuts en professionnel
Né à Karlovy Vary en Tchéquie, Miloš Kratochvíl est formé au FC Viktoria Plzeň. Il débute en professionnel avec ce club,  le 4 novembre 2014 en Coupe de Tchéquie, face au FC Hradec Králové. Il entre en jeu en toute fin de match, et son équipe s'impose (1-2). C'est le seul match qu'il joue pour son club formateur, avant d'être prêté en deuxième division, lors de la saison 2015-2016, au FK Baník Sokolov. Avec ce club, il joue 34 matchs et inscrit sept buts. La saison suivante, il est prêté au club slovaque du FK Senica.
Lors de la saison 2017-2018, il est encore prêté, mais cette fois à un club de První Liga, le FC Brno. Il joue son premier match de championnat avec cette équipe contre le Banik Ostrava, le 28 juillet 2017. Si son équipe perd la rencontre sur le score de 1-3, il s'illustre en inscrivant le seul but des siens, pour son premier but sous ses nouvelles couleurs. Il joue 22 matchs en tout avec le FC Brno, inscrit un but et délivre une passe décisive.

#### FK Jablonec
En juillet 2018, il est cédé au FK Jablonec. Le transfert est annoncé dès le 19 juin 2018. 
Il débute avec son nouveau club en Coupe de Tchéquie, le 13 octobre 2018, lors d'une victoire (1-2) de Jablonec face au FK Pardubice. Kratochvíl inscrit son premier but pour Jablonec le 3 novembre 2018, face au Dukla Prague, lors d'une rencontre de championnat. Entré en cours de jeu, il participe à la victoire de son équipe par six buts à deux.

### En sélection
Avec les moins de 18 ans, il inscrit un but contre le Monténégro en juin 2014.
Avec les moins de 20 ans, Kratochvíl compte une sélection, obtenue le 11 novembre 2015 face aux Pays-Bas. Il est titularisé et les deux équipes se neutralisent ce jour-là (2-2 score final).
Miloš Kratochvíl reçoit sa première sélection avec l'équipe de Tchéquie espoirs le 31 août 2017, contre la Turquie (1-1).